# Волынский, Александр Львович
Александр Львович Волынский (род. 9 марта 1942 года) — российский и советский учёный-химик, специалист в области высокомолекулярных соединений, профессор, доктор химических наук, член-корреспондент РАН. Ученик В.А.Каргина и Н.Ф.Бакеева. Лауреат премии Каргина.

## Биография
Родился 9 марта 1942 года в городе Миасс Челябинской области.
Александр Львович Волынский родился 9 марта 1942 года в городе Миасс Челябинской области, где и провёл все детство и отрочество вплоть до поступления в Московский университет. Выбирая между физическим, геологическим и химическим факультетом, он остановил свой выбор на химическом факультете. Одним из главных увлечений А.Л.Волынского был волейбол, и он профессионально занимался им многие годы, что даже сыграло роль уже в его университетской жизни. Занимаясь волейболом в университете, он сблизился с людьми, которые впоследствии стали не только верными друзьями, но и коллегами по работе в области тогда ещё совсем молодой науки – полимерной химии. Не будет преувеличением сказать, что работы А.Л.Волынского совместно с академиками В.А.Каргиным и Н.Ф.Бакеевым, вывели полимерную химию на новый, существенно более высокий уровень.
Большую роль, которую сыграло в жизни Волынского знакомство с академиком Каргиным. В университетские годы Волынский занимался научной работой под его руководством. На четвёртом году обучения был реализован необычный проект: по договорённости академика Каргина, было решено на один год освободить его студентов от любой учебной работы кроме научной, направить их на практику в академические институты, чтобы студенты познакомились с тем, что такое научная работа, какие направления им предпочтительны и т.д. А.Л. Волынского заинтересовала твердофазная полимеризация, и В.А.Каргин направил его на практику в институт нефтехимического синтеза в лабораторию по изучению физики полимеров. Волынский увлекся этой областью и по сегодняшний день специализируется именно по этому направлению полимерной химии. Валентин Алексеевич Каргин же по праву считается основателем советской полимерной школы. Именно благодаря его хлопотам при содействии Н.С. Хрущёва в 1965 году был построен новый учебно-исследовательский корпус, ныне именуемый «Лабораторный корпус А», где теперь располагается кафедра высокомолекулярных соединений МГУ имени М.В. Ломоносова. Строительство нового корпуса совпало с окончанием Волынским Московского университета. (В 1964 году Александр Львович окончил химический факультет МГУ). В то время кафедра высокомолекулярных соединений занимала всего несколько комнат внутри корпуса радиохимии, и по воспоминаниям А.Л.Волынского, состояла всего из десяти человек. Строительство же нового корпуса, конечно, требовало привлечения гораздо большего числа специалистов, подразумевало создание практикума для студентов, открытие новых лабораторий, расширение профиля их исследований и направлений деятельности. Открытием одной из новых лабораторий – лаборатории структуры полимеров – занимался Н.Ф. Бакеев (впоследствии академик), который руководил 22 года, а в 1987 году передал должность заведующего лабораторией А.Л.Волынскому, который с удовольствием принял это предложение. С 1987 года по сегодняшний день А.Л.Волынский руководит Лабораторией структуры полимеров кафедры высокомолекулярных соединений.
В 1971 году — защитил кандидатскую диссертацию, тема: «Влияние структуры растворов на структурообразование и свойства твердых полимеров».
В 1979 году — защитил докторскую диссертацию, тема: «Влияние адсорбционно-активных сред на структуру и свойства полимеров».
В 1987 году — присвоено учёное звание профессора.
В 2003 году — избран членом-корреспондентом РАН от Отделения химии и наук о материалах (секция химических наук).
С 1997 года по настоящее время — главный научный сотрудник кафедры высокомолекулярных соединений химического факультета МГУ.
За 50 лет работы на кафедре ВМС А.Л.Волынским было опубликовано более шестисот научных трудов, среди которых научные статьи в престижных журналах, энциклопедические статьи, патенты и книги. Им проведено множество исследований в области полимерной химии, фундаментальных основ неупругой деформации твердых полимеров, изучении их механических свойств, в частности эффекта Ребиндера и поверхностных явлений. Он подготовил 23 кандидата, в том числе из Китая и Кубы, и одного доктора химических наук.
Кроме того, в последние годы А.Л.Волынским был обнаружен и экспериментально обоснован новый, не сформулированный ранее принцип самоорганизации материи через регулярные периодические структуры, не имеющий рамок в периодах повторяемости на  макроуровне и даже на наноуровне.
Интересным наблюдением научной группы уже доктора А.Л. Волынского было обнаружение абсолютного сходства вида рельефа океанического дна и микроскопических снимков вытянутых плёнок любого полимера. Это очень заинтересовало А.Л. Волынского, и он активно стал изучать геологию. Впоследствии в зарубежном журнале данное наблюдение было опубликовано, и спустя время вызвало интерес в области полимерной химии и геодинамических процессов. Однако в России это не нашло отклика, и исследование осталось без дальнейшего развития.
Совместно с главой Волгоградского государственного политехнического университета Иваном Александровичем Новаковым были попытки организовать производство в промышленных масштабах нанокомпозиционного материала на полимерной основе с добавлением антипирена, полностью подавляющего горючесть полимера. Однако идея так и не была претворена в жизнь. Позже проект запатентовали совместно с американскими коллегами, а впоследствии производством представленного запантентованного материала занялись в Беларуси, и до сих пор его осуществляют, ссылаясь на патент научной группы А.В. Волынского.
Темы научной работы:
- Фундаментальные и прикладные аспекты неупругой деформации аморфных и кристаллических полимеров
- Эффект Ребиндера в полимерах
- Получение, структура и свойства нанокомпозитов с полимерной матрицей
- Фундаментальные и прикладные аспекты деформации систем «твердое покрытие на податливом основании»

Член учёного Совета химического факультета МГУ, член диссертационного совета по химическим наукам при МГУ.
Подготовил и читает курс лекций «Механические свойства полимеров».

## Награды
- Премия имени В. А. Каргина (1987) — за работу «Механизм деформации, структура и свойства полимеров, подверженных холодной вытяжке в жидких средах»
- Заслуженный научный сотрудник МГУ (2008)
- Благодарность Правительства Российской Федерации (18 марта 2025) — за заслуги в научно-исследовательской деятельности, развитии образования и многолетнюю плодотворную работу